# 고길훈
고길훈(1922년 7월 10일 ~ 1981년 2월 14일)은 대한민국의 군인이다. 1949년 4월 15일 해병대 창설에 참여해 초기 해병대의 체제정립에 크게 기여하였다. 6.25 전쟁 당시, 고길훈 부대는 7월 16일 군산에 상륙하여 해병대 최초의 전투인 장항·군산·이리지구 전투에 참가, 기습적인 공격을 감행하여 북한군의 금강 진출을 효과적으로 저지하는 지연전을 성공적으로 수행했다. 이후 해병대 제 1연대 1대대장으로서 인천상륙작전에 참가하여 한국군 최초의 선봉부대로 행주에서 한강을 도하했으며, 북한군의 서울사수 최후 방어선인 연희고지에서 강력히 저항하는 적을 치열한 백병전 끝에 섬멸한 뒤 중앙청까지 진격함으로써 수도서울 탈환작전 성공에 결정적인 공훈을 세웠다.

## 생애[1]
고길훈 해병대 소장은 1922년 7월 10일 함경남도 영흥군에서 태어나 경복중학교와 일본 메이지대 문과
를 졸업했다. 광복 이후 귀국하여 1946년 5월 해군에 입대, 같은 해 10월 소위로 임관했다. 임관 이후 6.25 전쟁 발발 전까지 해병대 창설요원으로 활약하며, 진주와 제주도의 공비 토벌작전에 참가하여 큰 공훈을 세웠다. 6.25 전쟁이 일어나고 전쟁 초기 북한군이 서해안을 우회하여 호남지역까지 파죽지세로 남하하자, 같은 해 7월 15일 해군본부는 호남지역을 방어하기 위해 제주도에서 대기하던 해병 300여명을 '고길훈 부대'로 명명하고 고길훈에게 지휘를 맡겼다. 고길훈 부대는 1950년 7월 16일 군산에 상륙하여 300여명의 병력으로 3일 동안 군산 일대를 방어하고, 해병대 최초의 전투인 장항·군산·이리지구 전투에 참가, 기습적인 공격을 감행하여 북한군의 금강 진출을 효과적으로 저지하는 지연전을 성공적으로 수행했다. 이 과정에서 군산항에 적재된 정부의 재산을 보전할 수 있었다.
이후 고길훈 소장은 해병대 제 1연대 1대대장으로서 인천상륙작전에 참가하여 한국군 최초의 선봉부대로 행주에서 한강을 도하했으며 북한군의 서울사수 최후 방어선인 연희고지에서 강력히 저항하는 적을 치열한 백병전 끝에 섬멸한 뒤 중앙청가지 진격함으로써 수도서울 탈환작전 성공에 결정적인 공훈을 세웠다.
고길훈 소장은 그 후로도 동해안 전략도서작전, 김일성고지전투, 월산령지구전투 등에 참전하여 수많은 공을 세웠고, 해병학교장, 제 1해병연대 부연대장 등을 역임하였다. 전쟁 이후에는 해병대 제 1여단장과 제 1상륙사단장 등을 역임했으며 1963년 12월 해병 소장으로 예편하였다. 1981년 향년 60세로 별세하여 국립서울현충원 장군묘역에 안장됐다. 상훈으로는 을지무공훈장, 충무무공훈장, 화랑무공훈장을 수여받았다.

## 참전 전투

### 장항·군산·이리지구 전투[2]
6.25 전쟁 당시 군산 지역에서 해병대가 벌인 상륙 작전으로, 1945년 4월 15일 창설된 대한민국 해병 고길훈 부대가 최초로 감행한 작전이다. 1950년 7월 초 충청남도 천안을 점령한 북한 제 13연대가 호남 지역으로 남하할 때 7월 16일 군산에 상륙한 해병대 부대가 북한의 금강 진출을 저지하고자 상륙 작전을 실시하였다. 대한민국 해병 고길훈 부대는 소련제 탱크 T-34 2백여 대를 앞세운 북한군의 위력에 대책 없이 후퇴만 하던 1950년 7월 16일 상륙 작전을 전개하여 장항을 점령한 북한군 6사단의 금강 진출을 저지 격파하였다. 
고길훈 부대는 치열한 전투를 벌이면서 적군의 남침을 지연시켰고, 수송함 LST-810을 이용한 정부미 1만 3000가마와 주요 물자 반출작전을 수행했다. 병력과 화력이 열세임에도 사살 62명, 부상 311명, 포로 5명의 전과도 올렸다. 아군도 전사 36명, 부상 31명의 손실을 보았으나 최초의 승리를 거두어 '무적 해병'신화의 시발점이 되었다. 7월 20일까지 금강을 방패로 삼아 군산을 방어, 격렬한 시가전을 전개하면서 작전을 성공적으로 수행한 고길훈 부대는 해상으로 철수한다. 자신감을 얻은 한국 해병은 낙동강 전선 상륙 작전에서 ‘귀신 잡는 해병’ 신화를 창조한다. 9월에는 미국 해병대와 인천 상륙 작전을 감행, 군산 지역에 양동 작전을 펼쳐 금강을 다시 찾으면서 전쟁을 승리로 이끌 수 있었다.

### 연희고지 전투[3]
연희고지 전투는 인천상륙작전 이후 서울 탈환작전의 주요 전투이다. 연희고지 주변의 지형은 나지막한 능선이 있어 외곽공격을 방어하는데 유리한 지형을 제공하였다. 북한군은 방벽과도 같은 이 능선에서 서울 방어를 위한 주저항선을 구축하고 있었다. 이에 미 제1해병사단은 연희고지 능선을 넘어 좀 더 진출하여 적의 주저항선 진지를 타격할 계획을 세웠다. 당시 고길훈이 지휘하던 한국 해병대 제 1대대는 105고지를 목표로 향해 진격의 기세를 멈추지 않았다. 
1950년 9월 22일 한국 제 1대대는 105고지에서 직선거리로 불과 200 m도 안되는 연희고지를 향해 공격을 감행하였으나, 적으로부터 치열한 저지사격을 받았다. 대대는 전투에 참가한 이래 가장 치열한 적의 저항에 부딫혔고 종일 반복된 공격에도 선두가 100 m도 전진하지 못하였다. 미 해병 제 3대대가 안산 일대를 제압하여 한국 제 1대대의 공격을 돕기 위해 노력하였으나 적이 오히려 포격을 가해 왔기 때문에 지원하기 어려웠다. 한국 제 1대대의 공격은 다음날까지 계속되었으나 그 결과는 마찬가지였다. 이날 한국 제 1대대는 전사 11명, 부상 45명의 피해를 입고 미 해병 제 2대대와 임무를 교대해야 했다. 미 제 2대대는 24일 준비포격을 실시한 후 공중지원과 야포지원 하에 공격을 재개하여 정상을 향해 돌격을 감행하여 마침내 고지를 점령하는 데 성공하였다. 이 과정에서 중대장 스미스 대위가 전사하는 등 병력 중 26명만이 생존하였다.
이와 같이 최초 미 해병사단이 적의 가벼운 전초진지 정도라고 판단했던 연희고지 능선은 사실상 적의 서울 서측방 방어의 최후보루였던 것이었다. 그러므로 한국 해병 제 1대대와 미 제 5해병연대 제 2대대에 의해 수행된 연희고지 일대의 전투는 서울 돌파전에서 가장 치열한 전투였으며 서울 서측방의 적 방어선을 붕괴시키는데 결정적인 전투였다.

## 훈장
- 화랑무공훈장(花郎武功勳章)
- 충무무공훈장(忠武武功勳章)
- 을지무공훈장(乙支武功勳章)

## 기념
- 2003년 2월 이달의 호국인물 (전쟁기념관)
- 2020년 7월 이달의 호국인물 (전쟁기념관)
- 2024년 4월 이달의 6.25전쟁영웅 (국가보훈부)

## 해병대 장항·군산·이리지구 전적비

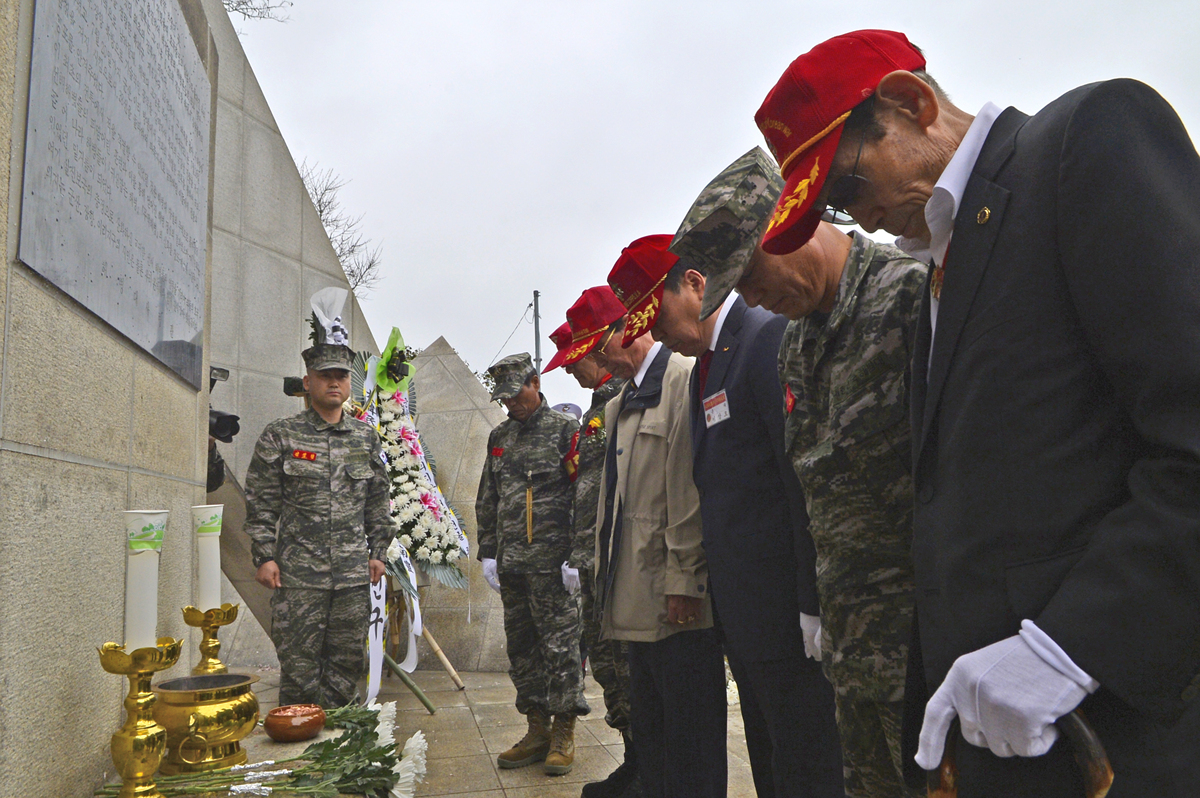
해병대 사령부가 2015년 4월 18일 개최한 제 18회 군산, 장항, 이리지구 전투 승전행사에서 참전용사들과 해병들이 전사자들을 추모하기 위해 묵념하고 있다.

전북 군산시 월명공원에 고길훈 부대의 공적을 기리기 위해 1990년 '해병대 장항·군산·이리지구 전적비'가 세워졌다.

## 참고 문헌
- 국방부 군사편찬연구소, 6 · 25 전쟁사 제 6집 - 인천상륙작전과 반격작전, 국방부 군사편찬연구소, 2009

## 같이 보기
- 6.25 전쟁
- 장항·군산·이리지구 전투
- 연희고지 전투
- 이달의 호국인물